# Cooke City (Montana)
Cooke City es un lugar designado por el censo ubicado en el condado de Park en el estado estadounidense de Montana. En el Censo de 2010 tenía una población de 75 habitantes y una densidad poblacional de 3,02 personas por km².

## Geografía
Cooke City se encuentra ubicado en las coordenadas 45°1′7″N 109°54′43″O / 45.01861, -109.91194. Según la Oficina del Censo de los Estados Unidos, Cooke City tiene una superficie total de 24.84 km², de la cual 24.84 km² corresponden a tierra firme y (0%) 0 km² es agua.

## Demografía
Según el censo de 2010, había 75 personas residiendo en Cooke City. La densidad de población era de 3,02 hab./km². De los 75 habitantes, Cooke City estaba compuesto por el 96% blancos, el 0% eran afroamericanos, el 0% eran amerindios, el 1.33% eran asiáticos, el 0% eran isleños del Pacífico, el 0% eran de otras razas y el 2.67% pertenecían a dos o más razas. Del total de la población el 0% eran hispanos o latinos de cualquier raza.

## Localidades adyacentes
El siguiente diagrama muestra a las localidades más próximas Cooke City.